# Manasollasa
Das Manasollasa (Sanskrit मानसोल्लास mānasollāsa, „Erfrischung des Geistes“) wurde von König Bhulokamalla Somesvara III., Sohn des Herrschers Vikramaditya, der westlichen Chalukya-Dynastie im 12. Jahrhundert n. Chr. in Sanskrit geschrieben. Das Werk ist auch bekannt als Abhilashitartha Chintamani („Die magischen Steine, die Wünsche erfüllen“). In Sanskrit steht die Worte manasa für „Geist“ und ullasa für „Fröhlichkeit“ oder „Glanz“.

## Werk
Somesvara III. hat mit dem Manasollasa eine Enzyklopädie von 5 Büchern (Vimsati) mit jeweils 20 Themen verfasst. Das Werk behandelt z. B. die Themen Ringkämpfer, Zähmung von Elefanten und Pferden, Kunst, Architektur, Tanz, Musik, Spiele, Ornamente, Schmiedekunst, Essen und Trinken, Liebe und Lust mit einem Kamashastra-Kapitel das Yoshidupabhoga (Genuss von Frauen) über die indische Liebeskunst und Liebe. Dieses umfangreiche Werk ist eine Anleitung für das königliche Herrschen und gibt einen umfassenden Einblick in das höfische Leben, die Künste und Muße dieser Dynastie.

## Ausgaben
- Gajanan Kushaba Shrigondekar (Hrsg.): Mânasollâsa (= Gaekwad’s Oriental Series. Band I, Nr. 28, 84). Central Library, Baroda 1925, OCLC 162301998 (Sanskrit, englisch).
- Gajanan Kushaba Shrigondekar (Hrsg.): Mānasollāsa of King Bhūlokamalla Someśvara (= Gaekwad’s Oriental Series. Band II, Nr. 28, 84). Oriental Institute, Baroda 2001, OCLC 861328085 (Sanskrit, englisch, Erstausgabe:  1939, Nachdruck).
- Gajanan Kushaba Shrigondekar (Hrsg.): Manasollasa of Somesvara (= Gaekwad’s Oriental Series. Band III, Nr. 28, 84). Oriental Institute, Baroda 1961, OCLC 162302009 (Sanskrit, englisch).